# Religion en Abkhazie
 (août 2022).
La mise en forme du texte ne suit pas les recommandations de Wikipédia : il faut le « wikifier ».
Les points d'amélioration suivants sont les cas les plus fréquents. Le détail des points à revoir est peut-être précisé sur la page de discussion.
- Les titres sont pré-formatés par le logiciel. Ils ne sont ni en capitales, ni en gras.
- Le texte ne doit pas être écrit en capitales (les noms de famille non plus), ni en gras, ni en italique, ni en « petit »…
- Le gras n'est utilisé que pour surligner le titre de l'article dans l'introduction, une seule fois.
- L'italique est rarement utilisé : mots en langue étrangère, titres d'œuvres, noms de bateaux, etc.
- Les citations ne sont pas en italique mais en corps de texte normal. Elles sont entourées par des guillemets français : « et ».
- Les listes à puces sont à éviter, des paragraphes rédigés étant largement préférés. Les tableaux sont à réserver à la présentation de données structurées (résultats, etc.).
- Les appels de note de bas de page (petits chiffres en exposant, introduits par l'outil «  Source ») sont à placer entre la fin de phrase et le point final[comme ça].
- Les liens internes (vers d'autres articles de Wikipédia) sont à choisir avec parcimonie. Créez des liens vers des articles approfondissant le sujet. Les termes génériques sans rapport avec le sujet sont à éviter, ainsi que les répétitions de liens vers un même terme.
- Les liens externes sont à placer uniquement dans une section « Liens externes », à la fin de l'article. Ces liens sont à choisir avec parcimonie suivant les règles définies. Si un lien sert de source à l'article, son insertion dans le texte est à faire par les notes de bas de page.
- La présentation des références doit suivre les conventions bibliographiques. Il est recommandé d'utiliser les modèles {{Ouvrage}}, {{Chapitre}}, {{Article}}, {{Lien web}} et/ou {{Bibliographie}}. Le mode d'édition visuel peut mettre en forme automatiquement les références.
- Insérer une infobox (cadre d'informations à droite) n'est pas obligatoire pour parachever la mise en page.

Pour une aide détaillée, merci de consulter Aide:Wikification.
Si vous pensez que ces points ont été résolus, vous pouvez retirer ce bandeau et améliorer la mise en forme d'un autre article.

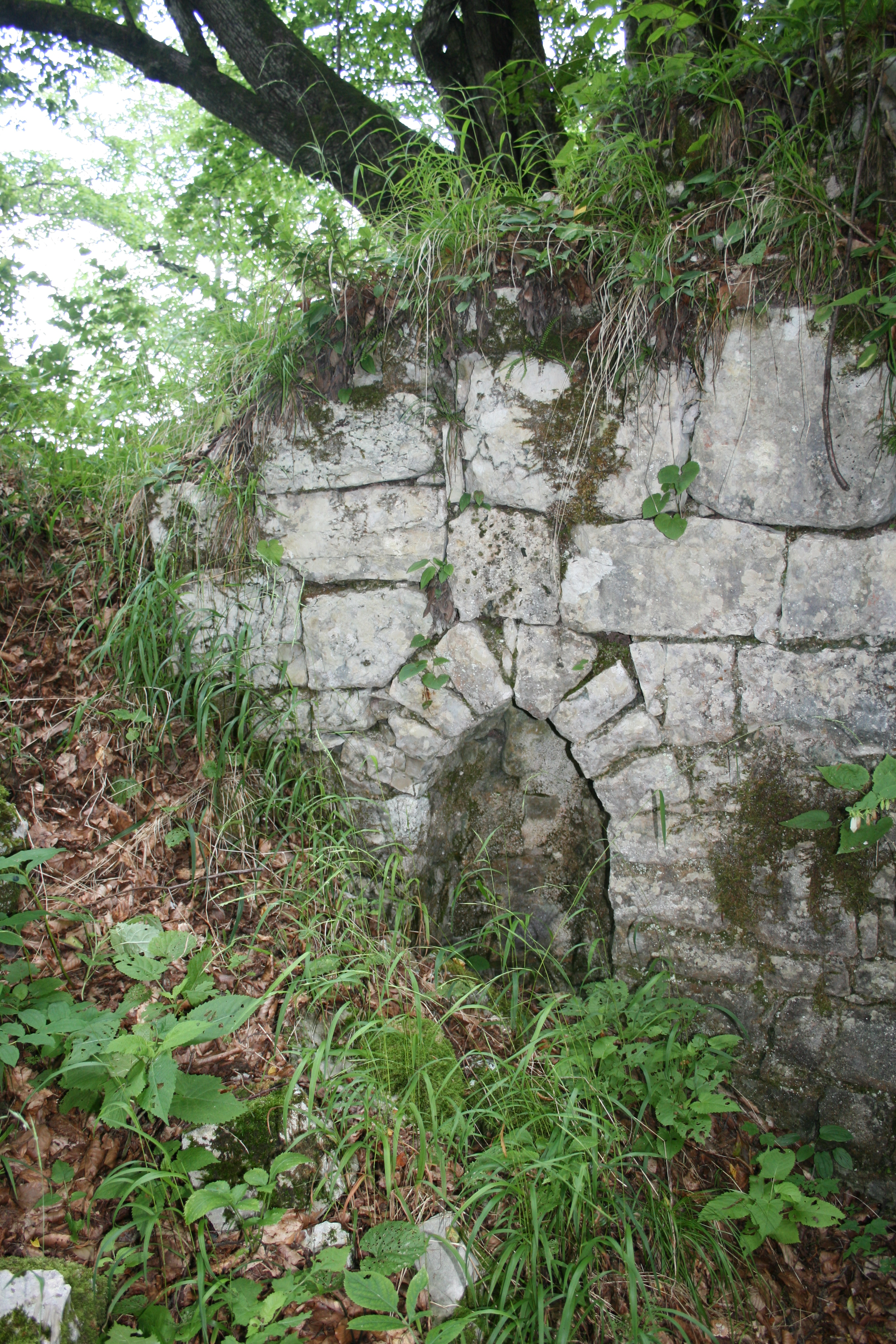
Ruines du temple "païen" de Lashkendar.

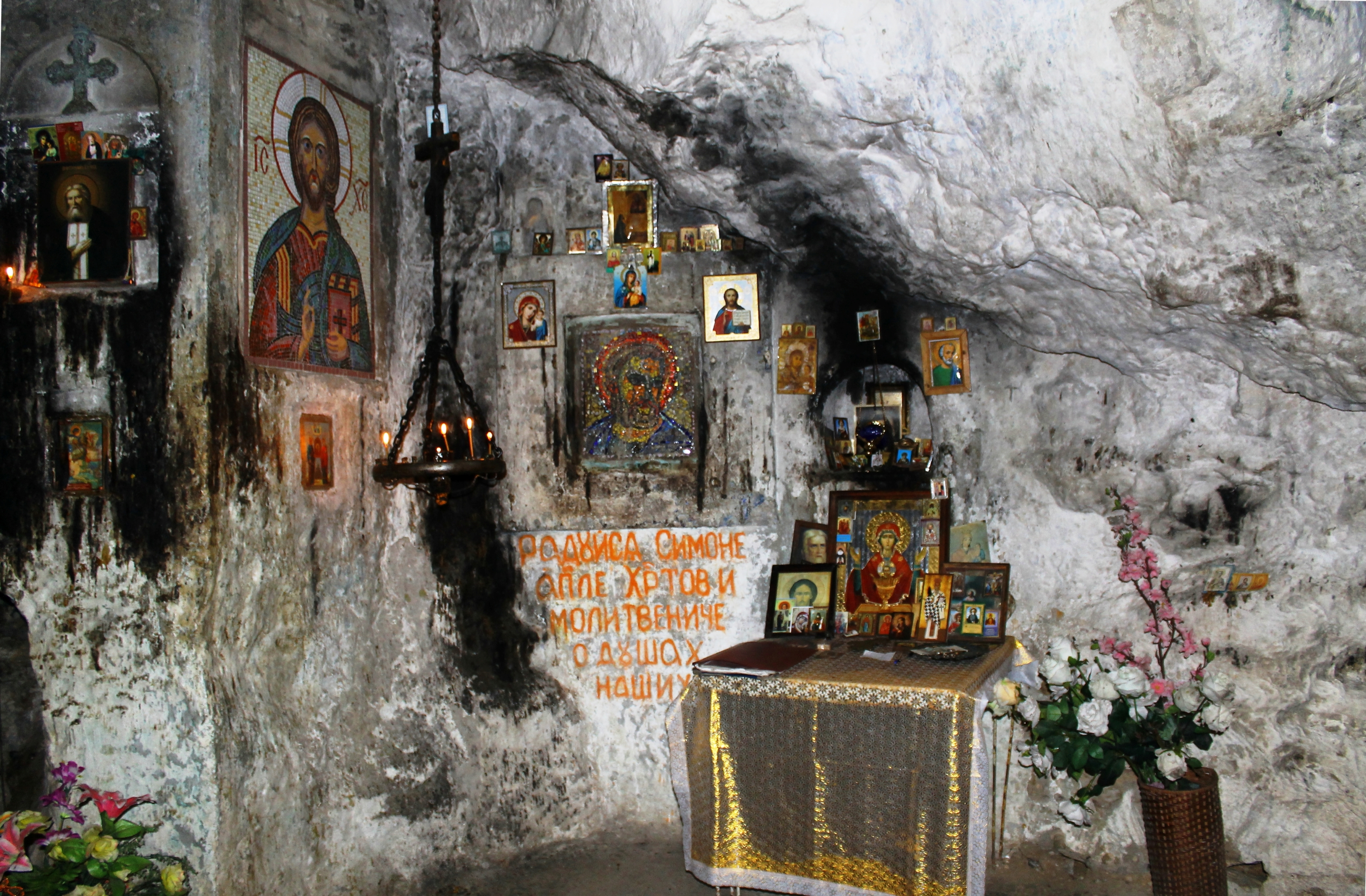
Grotte de Saint Simon le Zélote Kananaios.

De nombreux habitants de l'Abkhazie (environ 250 000 habitants, diaspora non comprise) sont des Chrétiens Orthodoxes, une minorité importante adhérant à l'Islam et une population croissante adoptant le néopaganisme abkhaze, ou "religion traditionnelle abkhaze". L'influence de cette dernière est toujours restée forte et a connu un regain dans les années 1990 et 2000.

## Renouveau de la religion traditionnelle abkhaze (8%)
- néopaganisme abkhaze, Néopaganisme
- Sept temples d'Abkhazie (en)
- Conseil des prêtres d’Abkhazie, (r)établi en 2012

En 2016, la religion traditionnelle abkhaze, dont le sacerdoce a été institutionnalisé en 2012, soutenu et administré par le gouvernement abkhaze qui a contribué à la restauration de dizaines de sanctuaires, a fini par "dominer et prévaloir" sur le christianisme et l'Islam.

## Religions abrahamiques

### Christianisme en Abkhazie (60%)
Le christianisme est d'origine très ancienne, des premiers siècles. Il est majoritaire avec 140 églises recensées, orthodoxes.
Depuis 1917 et jusqu'en 2007, l'Éparchie d'Abkhazie constitue une métropole (Métropole de Tskhum-Apkhazeti) du Catholicossat-Patriarcat de Géorgie. Depuis 2007 : Catholicossat d'Abkhazie.
La seconde partie dépend de l'Église apostolique arménienne.
La troisième est l'Église catholique en Abkhazie.
Le pays compte un petit nombre de témoins de Jéhovah.
L'organisation des Témoins de Jéhovah est officiellement interdite depuis 1995, bien que le décret ne soit pas encore appliqué.

### Islam en Abkhazie (16%)
L'Islam en Géorgie débute en 645, se développe avec l'Empire ottoman, se délite avec les persécutions et l'émigration en Turquie. 
En 2020, deux mosquées sont en fonctionnement.

### Judaïsme en Abkhazie
Il resterait environ 150 Juifs en Abkhazie  en 2012, surtout de vieilles personnes.
- Histoire des Juifs en Abkhazie (en)

## Autres
Il existe un très petit nombre  de non-croyants. Selon les constitutions de l'Abkhazie et de la Géorgie, les adeptes de toutes les religions ont des droits égaux devant la loi,.